# Commanderie de Breisig

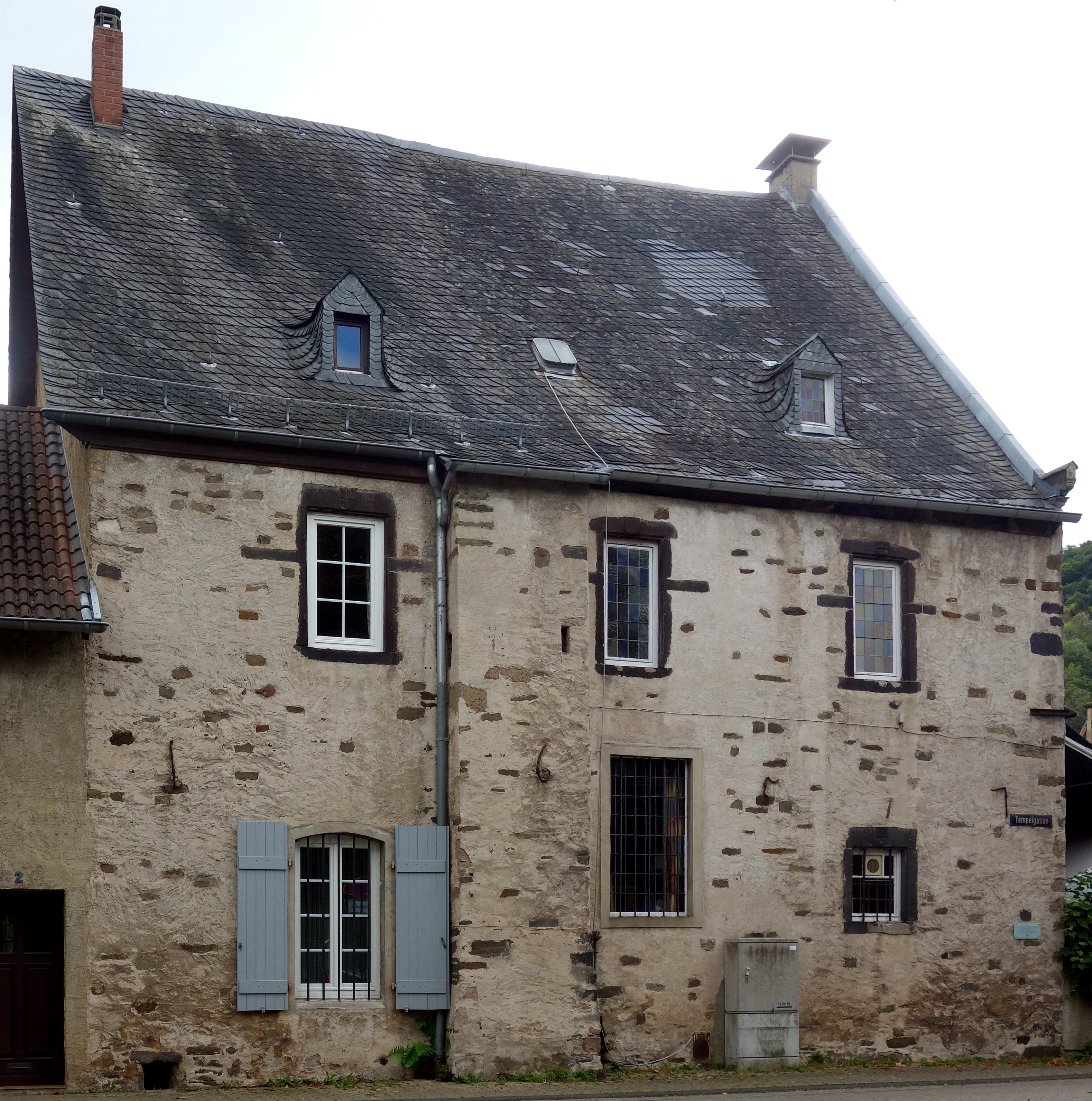
Façade nord

La commanderie de Breisig Templerhof était une commanderie fondée par les templiers puis qui passa à l'ordre de Saint-Jean de Jérusalem au XIVe siècle. L'un de ses bâtiments conventuels reconstruit au XVIIe siècle subsiste encore de nos jours.

## Description géographique
Bad Breisig est une commune d'Allemagne située au bord du Rhin dans le land de Rhénanie-Palatinat. Le seul bâtiment préservé se trouvant au 45 de la rue Koblenzer, devenu depuis 1906 un restaurant du nom de « Templerhof ».

## État
Il ne reste aucun vestige de l'époque templière, l'unique bâtisse ayant été reconstruite en 1657 par les Hospitaliers. Au XIXe siècle, on mentionnait encore l'existence de la chapelle Saint-Donat mais elle fut détruite pour cause de délabrement.

## Histoire
La fondation de cette commanderie par les templiers remonte à l'époque des croisées, sans doute à 1237, mais les premières donations sont mentionnées dans un document de 1215. L’endroit fut alors situé dans le comté Palatin du Rhin (Saint-Empire romain germanique). Par commanderie, on entend le chef-lieu d'un ensemble de maisons dont certaines se trouvaient dans le comté de Juliers, correspondant aujourd'hui au land de Rhénanie-du-Nord-Westphalie. Ils avaient notamment des biens à Oberdollendorf (un quartier de Königswinter) et Ostheim (devenu un quartier de Cologne).
En l’an 1245 fut ajoutée, coté Rhin, la chapelle de Saint Donat qui n’existe plus aujourd’hui. Cette chapelle servit alors comme lieu de conservation d’une relique précieuse de la croix du Christ, que les templiers amenèrent au retour de leurs croisades. Cette relique est aujourd’hui conservée dans l’église paroissiale Ste Marie de Bad Breisig,,.
Les années 1260-70 semblent marquer un tournant avec le déplacement du siège de la commanderie à Hönningen (Bad Hönningen) ou tout simplement l'unification des deux maisons du Temple. On trouve en effet un commandeur commun à partir de 1268 et les deux emplacements ne sont séparés que par le Rhin. La laine était l'une des principales ressources produites et ils cultivaient également la vigne.
À la suite du procès de l'ordre du Temple, les Hospitaliers prirent possession des lieux. Le bâtiment initial fut détruit durant la guerre de Trente Ans, et une nouvelle bâtisse fut érigé au même endroit en 1657 par les Hospitaliers,. L’année de construction de cette dernière est encore visible aujourd’hui (2022), ancré en fer forgé sur la façade nord.

### L'ordre du Temple

#### Commandeurs templiers
| Commandeur              | Période   |
| ----------------------- | --------- |
| Gerhard                 | 1237,     |
| Hildebrand              | 1268 - ?  |
| Conrad                  | 1284/85   |
| Gerlach von Hammerstein | 1298-1299 |
| N. de Blawustein        | 1303      |

## Sources
- (de) Thomas Bohn, Gräfin Mechthild von Sayn (1200/03-1285) : eine Studie zur rheinischen Geschichte und Kultur, Böhlau Verlag Köln Weimar, 2002, 721 p. (présentation en ligne)
- Pierre-Vincent Claverie, L'ordre du Temple en Terre Sainte et à Chypre au XIIIe siècle, Nicosie, Centre de Recherche Scientifique, coll. « Sources et études de l'histoire de Chypre », 2005, 1230 p. (ISBN 978-9-9630-8094-6, présentation en ligne)
- (la) Wilhem Günther, Codex diplomaticus Rheno-Mosellanus, 1823 (lire en ligne)
- (de) Hermann Keussen, Topographie der Stadt Köln im Mittelalter, vol. 2, 1918
- (de) Joe Labonde, Die Templer in Deutschland : eine Untersuchung zum historisch überkommenen Erbe des Templerordens in Deutschland, Mayence, Bernadus-Verlag, 2010, 451 p. (ISBN 978-3-8107-0088-9, présentation en ligne)
- (de) Michael Schüpferling, Der Tempelherren-Orden in Deutschland, Bamberg, 1915, 264 p. (présentation en ligne)
- Inventaire des biens templiers en Allemagne établi par les chercheurs de l'université de Hambourg